# Fortaleses de l'antic Egipte a Núbia

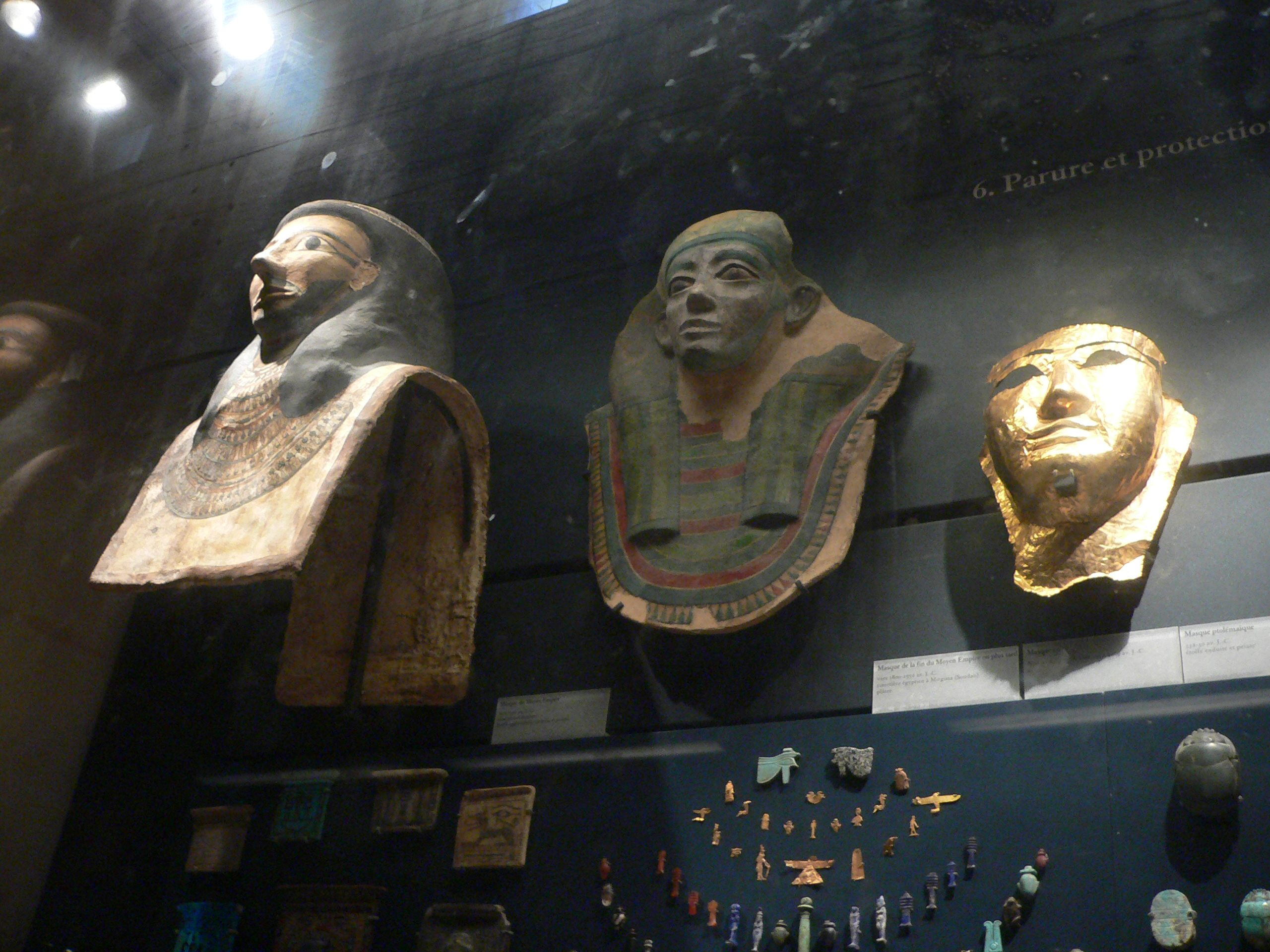
Màscares funeràries de Mirgissa, Imperi Mitjà (Louvre)

A la Baixa Núbia es van construir diverses fortaleses seguint el curs del riu Nil, especialment a la zona de la segona cascada. L'edificació d'aquests recintes va tenir lloc sobretot durant l'Imperi Mitjà, i es van reconstruir i ampliar durant l'Imperi Nou. En total, segons un papir de l'Imperi Mitjà, hi havia disset fortaleses, però només catorze d'elles s'han pogut identificar. Aquestes fortaleses són, a part de les dels oasis i de les del Camí d'Horus (al Delta) les úniques mostres d'aquest tipus en l'arquitectura de l'antic Egipte.

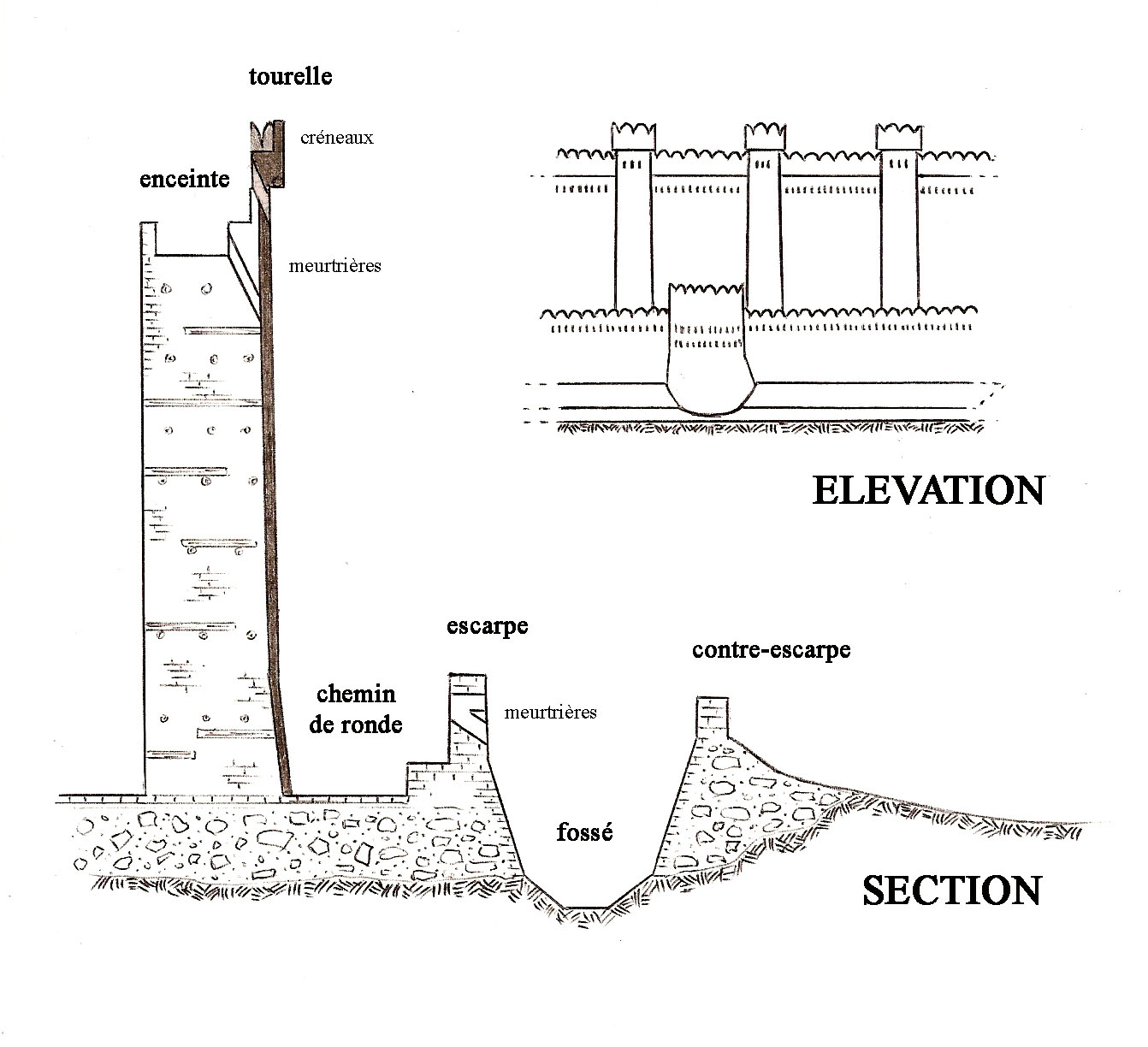
Secció de la muralla de les fortaleses nubianes

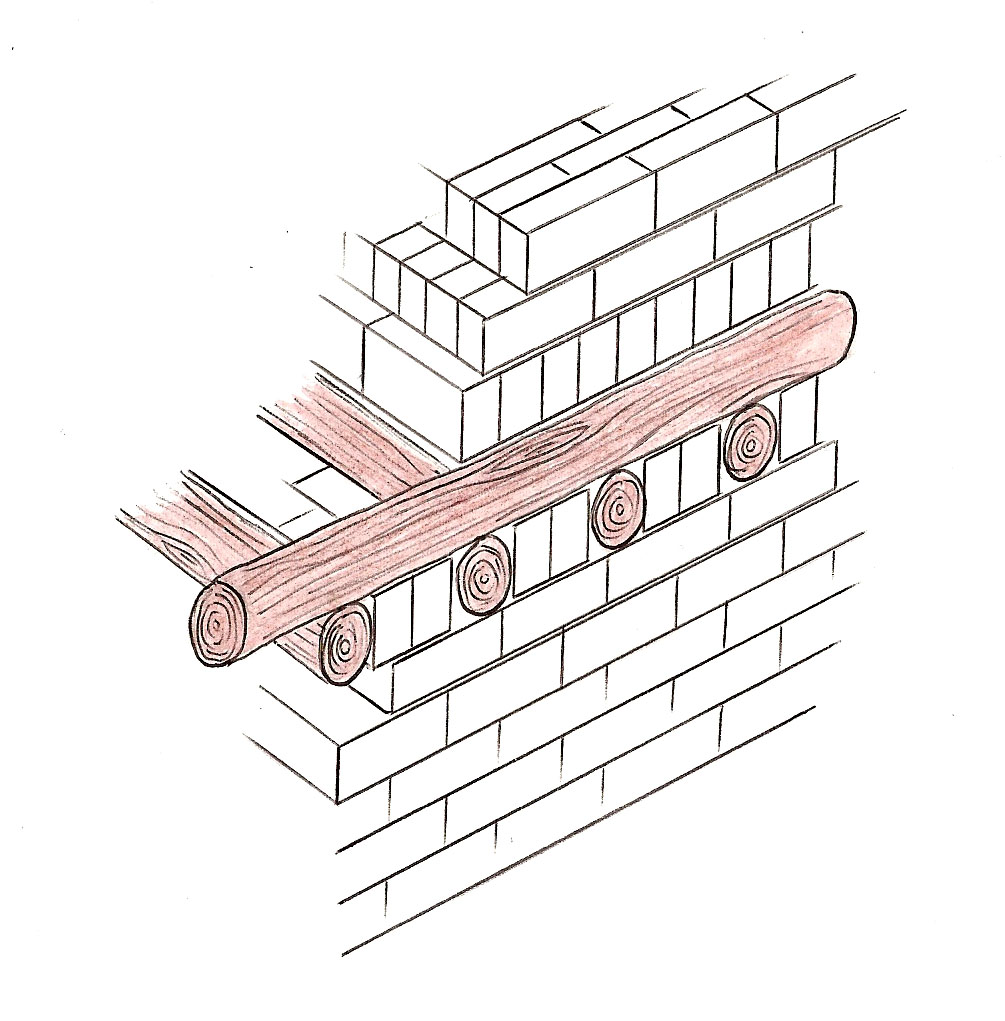
Detall de la construcció

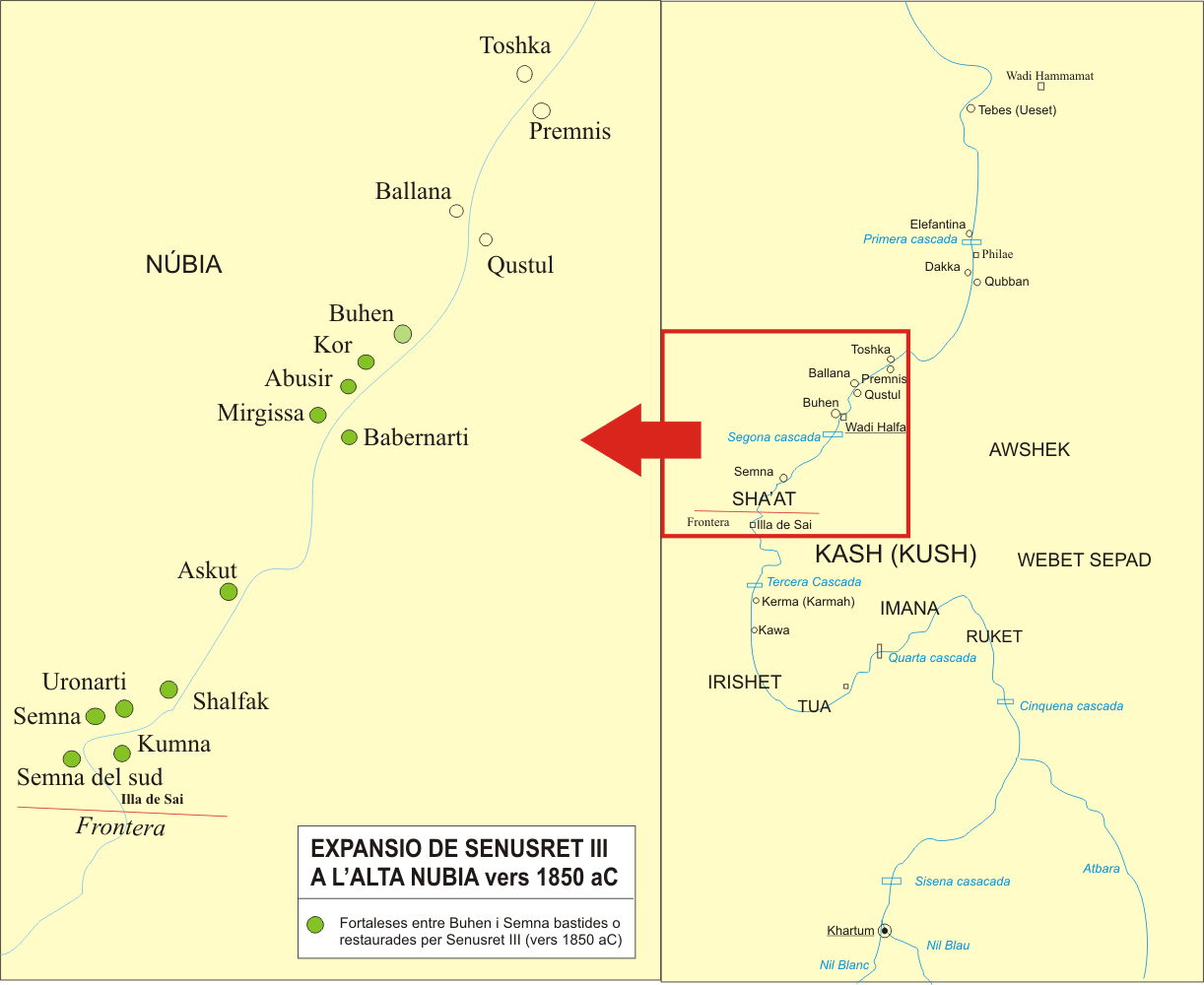
Mapa de les fortaleses nubianes

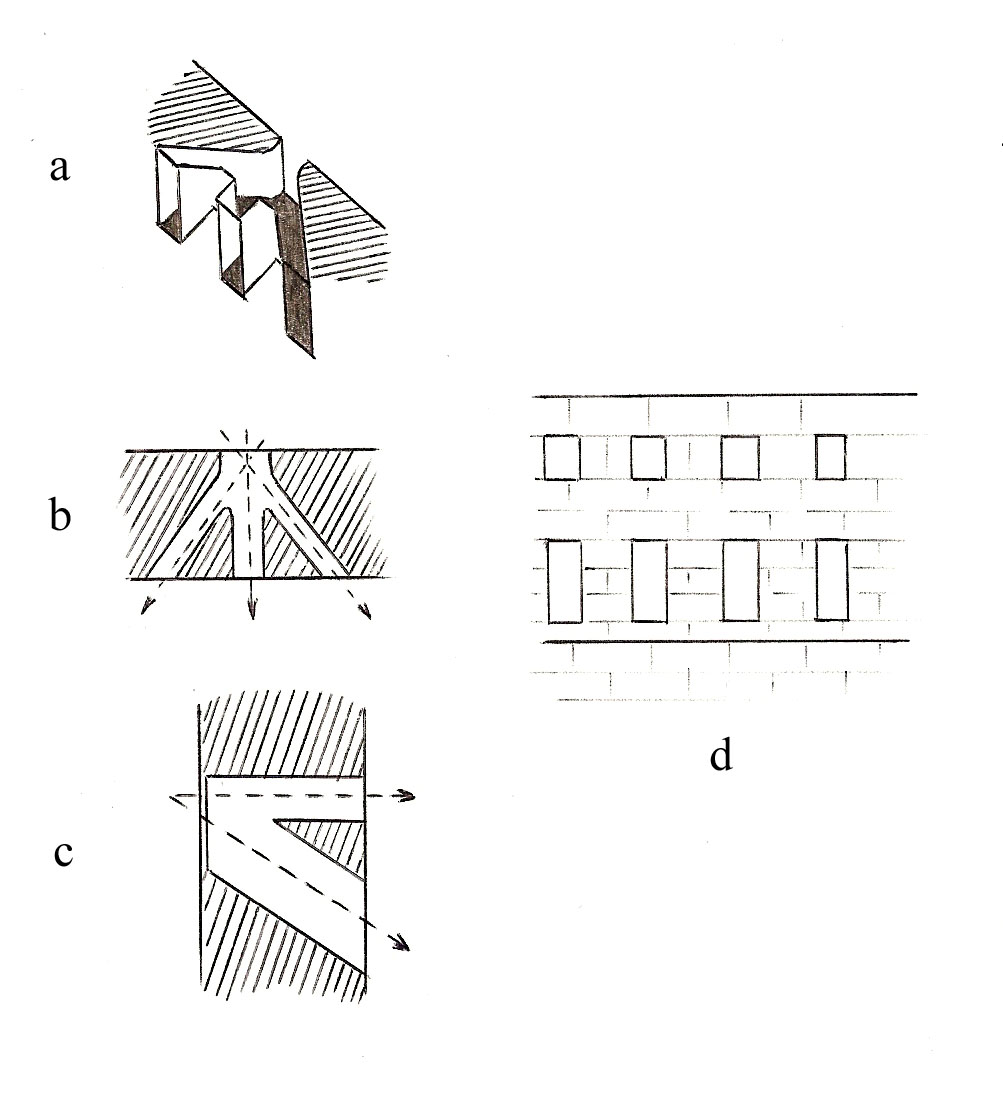
Estructura de les troneres

## Història
L'aparició d'entitats polítiques a la frontera sud va obligar a Egipte a construir o ampliar diverses fortaleses situades entre la primera i la segona cascades i a enviar-hi tropes. L'antiga Núbia, un regne poc estudiat fins fa pocs anys, era probablement un imperi que va ser capaç de plantar cara a l'Egipte faraònic. Els reis nubians van arribar a controlar tot el Regne de Kush i Egipte durant un segle en època de la dinastia XXV (Tercer Període Intermedi). A finals del Segon Període Intermedi i a principis de l'Imperi Nou, Egipte tenia problemes amb els seus veïns. Les importacions nubianes tenien una gran importància per a les classes altes d'Egipte, rebien mercaderies com l'or, l'ivori, pedra de gran qualitat de les pedreres i les pells d'animals del sud. Per a garantir l'arribada d'aquestes mercaderies i pacificar la frontera hi va haver diverses incursions egípcies en territori cuixita, de les quals queda constància en diverses inscripcions a la frontera sud i en la construcció i millora de les fortaleses nubianes. Un fet similar havia passat ja durant l'Imperi Mitjà, protagonitzat sobretot per Senusret I i Senusret III (dinastia XII).
Senusret III (Sesostris III) va fer renovar el canal de la primera cascada, a la zona de l'actual Assuan, i va col·locar a Semna diverses esteles dels límits o esteles frontereres que prohibia l'entrada al país als nubians que no vinguessin a comerciar, una de les inscripcions estava en una estàtua del faraó desapareguda.
| «                      | He creat la meva frontera, després de navegar més al sud que els meus pares. He ampliat allò que se'm va llegar. | » |
| — Senusret III, Semna. | |   |

## Funció
A part de la funció militar, les fortaleses nubianes de l'Imperi Mitjà també servien com a centre d'emmagatzemament i de distribució de diversos materials, com els blocs de pedra que es tallaven a les pedreres de la zona, i que es feien servir per a la construcció de les piràmides, i les mercaderies valuoses com l'or, que s'havien de mantenir segures. A més, també volien garantir el subministrament d'aigua i el control sobre les noves zones conquerides, per tots aquests motius també van fer les obres necessàries per a fer navegable aquest tram del riu Nil fins a Semna (el tram entre la primera i la segona cascades).

## Onomasticon
A la part posterior del Ramesseum (Tebes Oest), sota els magatzems del temple, Petrie i Quibell van trobar el 1896 una tomba de l'Imperi Mitjà que contenia diversos papirs, entre ells hi havia l'Onomasticon del Ramesseum, que parla de 14 fortaleses existents cap al 1700 aC. Aquestes fortaleses estaven situades entre el nord de l'actual Sudan i el sud d'Egipte (a Núbia).

## Campanya internacional de laUNESCO
Degut a la construcció de la gran presa d'Assuan i a la inundació de la zona sota les aigües del Llac Nasser (també anomenat Llac Núbia al Sudan) durant els anys seixanta (s.XX) es van excavar en el marc de la campanya internacional a Núbia, sota els auspicis de la UNESCO. Les excavacions més destacades són les dirigides per Walter Emery a Buhen i les dirigides per Jean Vercoutter a Mirgissa. La campanya d'excavacions va durar només uns tres anys. Avui dia la majoria d'aquestes fortaleses són al fons del gran llac.
El nubiòleg Derek Welsby del Museu Britànic va descobrir cap al 2004 que Uronarti i Shalfak, dues de les fortaleses nubianes que estaven situades en llocs elevats, havien "sobreviscut" sorprenentment a la inundació del llac. El 2012 dos especialistes, Laurel Bestock de la Universitat de Brown (Rhode Island) i Christian Knoblauch de la Universitat de Viena, van iniciar una campanya d'excavacions a Uronarti. Els primers resultats indiquen que els assentaments de l'època a la zona no només eren dins la fortalesa. També s'han trobat restes d'un mur que havia quedat colgat pel llac artificial, però que encara es pot estudiar.

## Llista de les fortaleses
Relació de les fortaleses de nord a sud amb el nom original egipci (segons l'Onomasticon).
| Ba15 | D33 · N35 | Ba15a | ? | P1 |

| Ba15 | D33 · N35 | Ba15a | ? | P1 |

| HASH | HASH | ? |

| HASH | HASH | ? |

| HASH | R11 | HASH |

| HASH | R11 | HASH |

| Ba15 | U23 | Ba15a | D58 | Z7 | W7 · N25 |

| Ba15 | U23 | Ba15a | D58 | Z7 | W7 · N25 |

| O34 · N35 | G14 | X1 · N25 |

| O34 · N35 | G14 | X1 · N25 |

| Ba15 | O1 · N35 | Ba15a | G29 · V31 | M17 | N25 |

| Ba15 | O1 · N35 | Ba15a | G29 · V31 | M17 | N25 |

| Ba15 | W24 | Z7 | Ba15a | G17 | HASH · D36 | G1 | G17 | N25 |

| Ba15 | W24 | Z7 | Ba15a | G17 | HASH · D36 | G1 | G17 | N25 |

| Ba15 | Y5 · N35 | Ba15a | U35 | A24 | G17 | U28 | G1 | Z7 | T14 | A1 | A14A · Z2 |

| Ba15 | Y5 · N35 | Ba15a | U35 | A24 | G17 | U28 | G1 | Z7 | T14 | A1 | A14A · Z2 |

| Ba15 | O1 · N35 | Ba15a | M17 | K1 · N35 | N29 | D32 · D36 | N16 · N16 |

| Ba15 | O1 · N35 | Ba15a | M17 | K1 · N35 | N29 | D32 · D36 | N16 · N16 |

| Ba15 | W24 | Z7 | Ba15a | D58 | Z7 | O4 | N35 · N25 |

| Ba15 | W24 | Z7 | Ba15a | D58 | Z7 | O4 | N35 · N25 |

| Ba15 | Y5 · N35 | Ba15a | M17 | A2 | N29 · N35 | N25 |

| Ba15 | Y5 · N35 | Ba15a | M17 | A2 | N29 · N35 | N25 |

| D46 · D21 | A24 | Z7 | G4 | Ba15 | T14 | Ba15a | A1 · Z2 |

| D46 · D21 | A24 | Z7 | G4 | Ba15 | T14 | Ba15a | A1 · Z2 |

| G43 | D36 · I9 | A24 | N25 · X1 · Ba15 · Z2 · Ba15a |

| G43 | D36 · I9 | A24 | N25 · X1 · Ba15 · Z2 · Ba15a |

| U35 | A24 | O28 | Z1 · Z2 | T14 | A1 | A14A · Z2 |

| U35 | A24 | O28 | Z1 · Z2 | T14 | A1 | A14A · Z2 |

| Ba15 | O1 · N35 | Ba15a | M17 | X1 · N35 | W24 | Z7 | ? | T14 | A1 | A14A · Z2 |

| Ba15 | O1 · N35 | Ba15a | M17 | X1 · N35 | W24 | Z7 | ? | T14 | A1 | A14A · Z2 |

|          |         |
| \| \| \| |         |
|          |         |
| ra · xa  | kA · Z2 |

| ra · xa | kA · Z2 |

|          |         |
| \| \| \| |         |
|          |         |
| ra · xa  | kA · Z2 |

| ra · xa | kA · Z2 |

|          |         |
| \| \| \| |         |
|          |         |
| ra · xa  | kA · Z2 |

| ra · xa | kA · Z2 |

|          |         |
| \| \| \| |         |
|          |         |
| ra · xa  | kA · Z2 |

| ra · xa | kA · Z2 |

| Ba15 | Y5 · N35 | Ba15a | T12 | A24 | ? |

| Ba15 | Y5 · N35 | Ba15a | T12 | A24 | ? |

## Galeria d'imatges

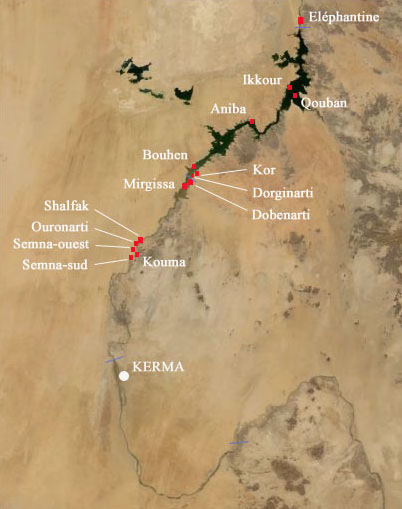
Mapa de les fortaleses nubianes

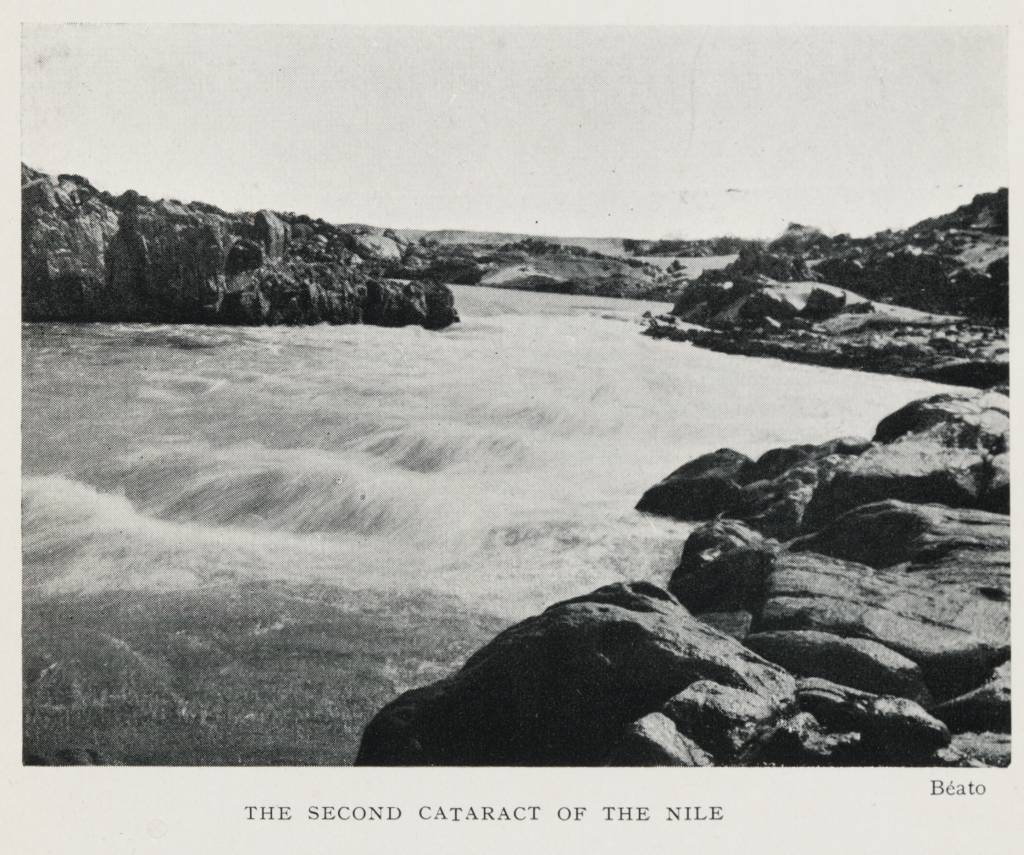
La segona cascada del Nil (1906)

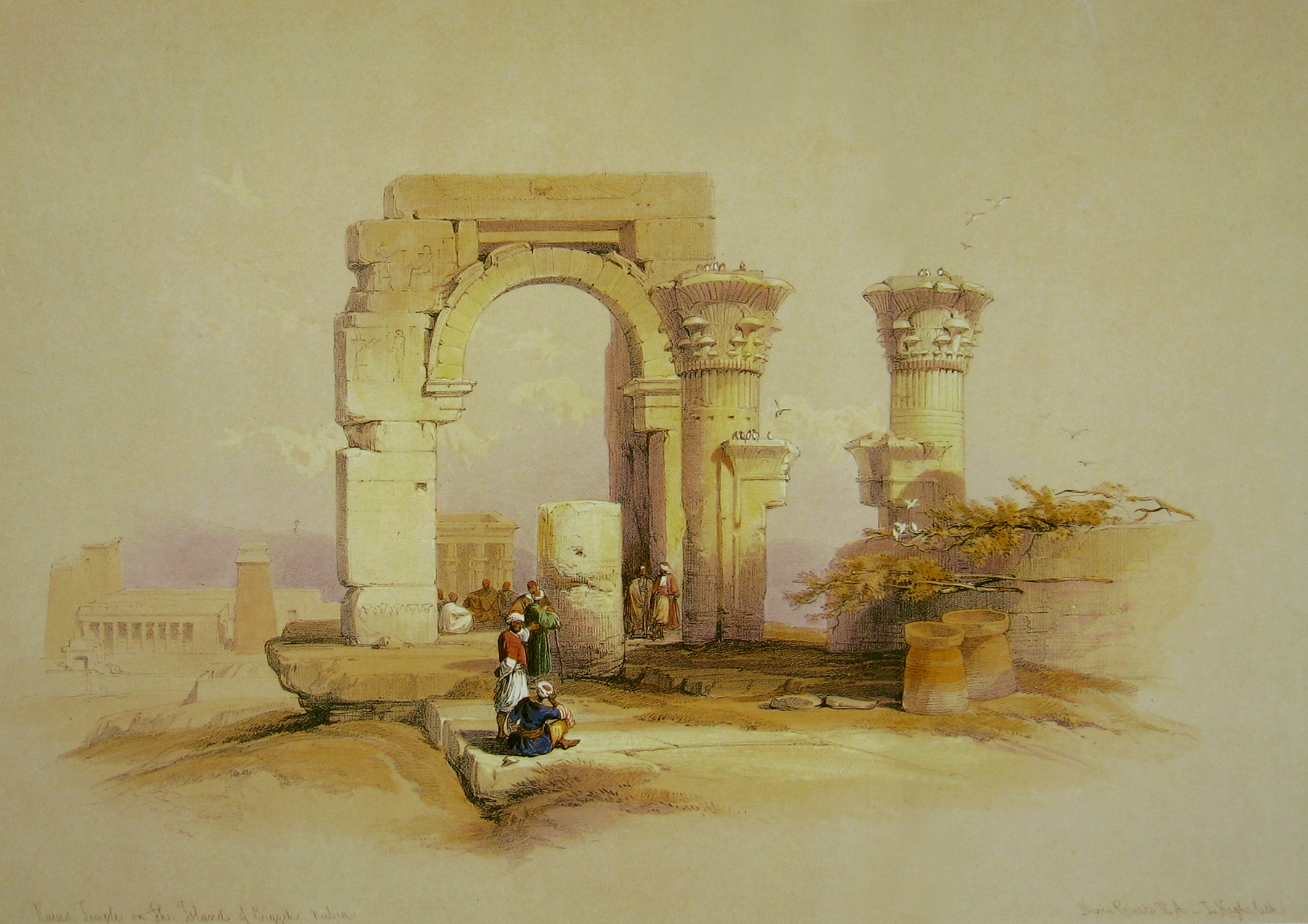
Bigga
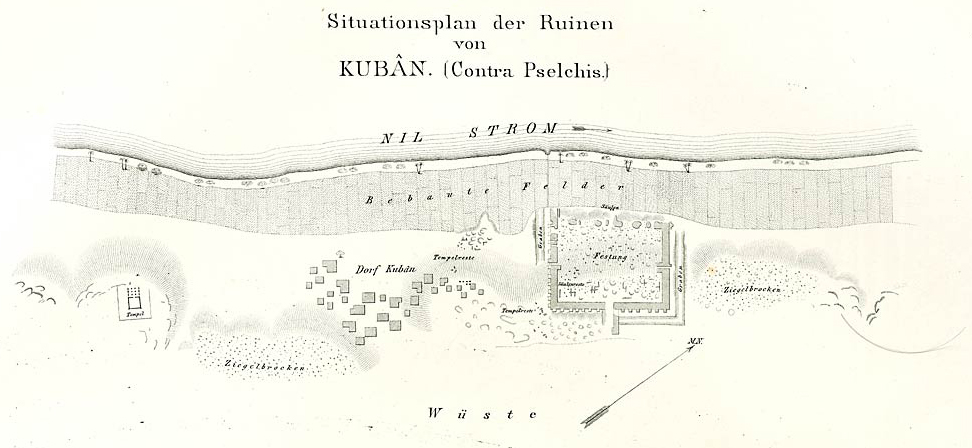
Kuban
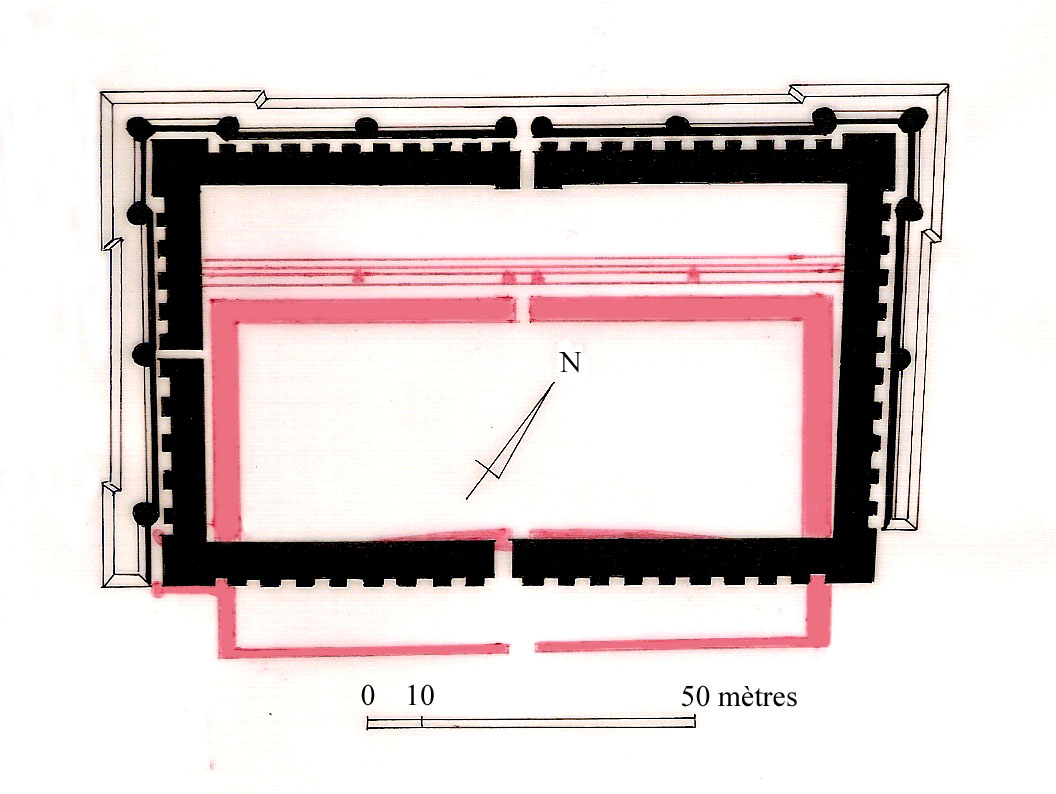
Aniba
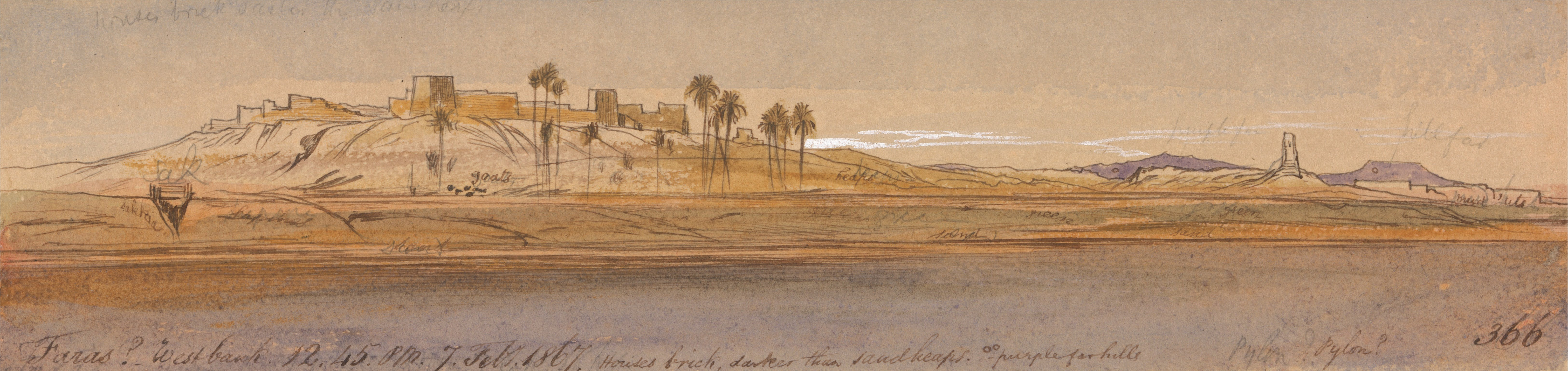
Faras
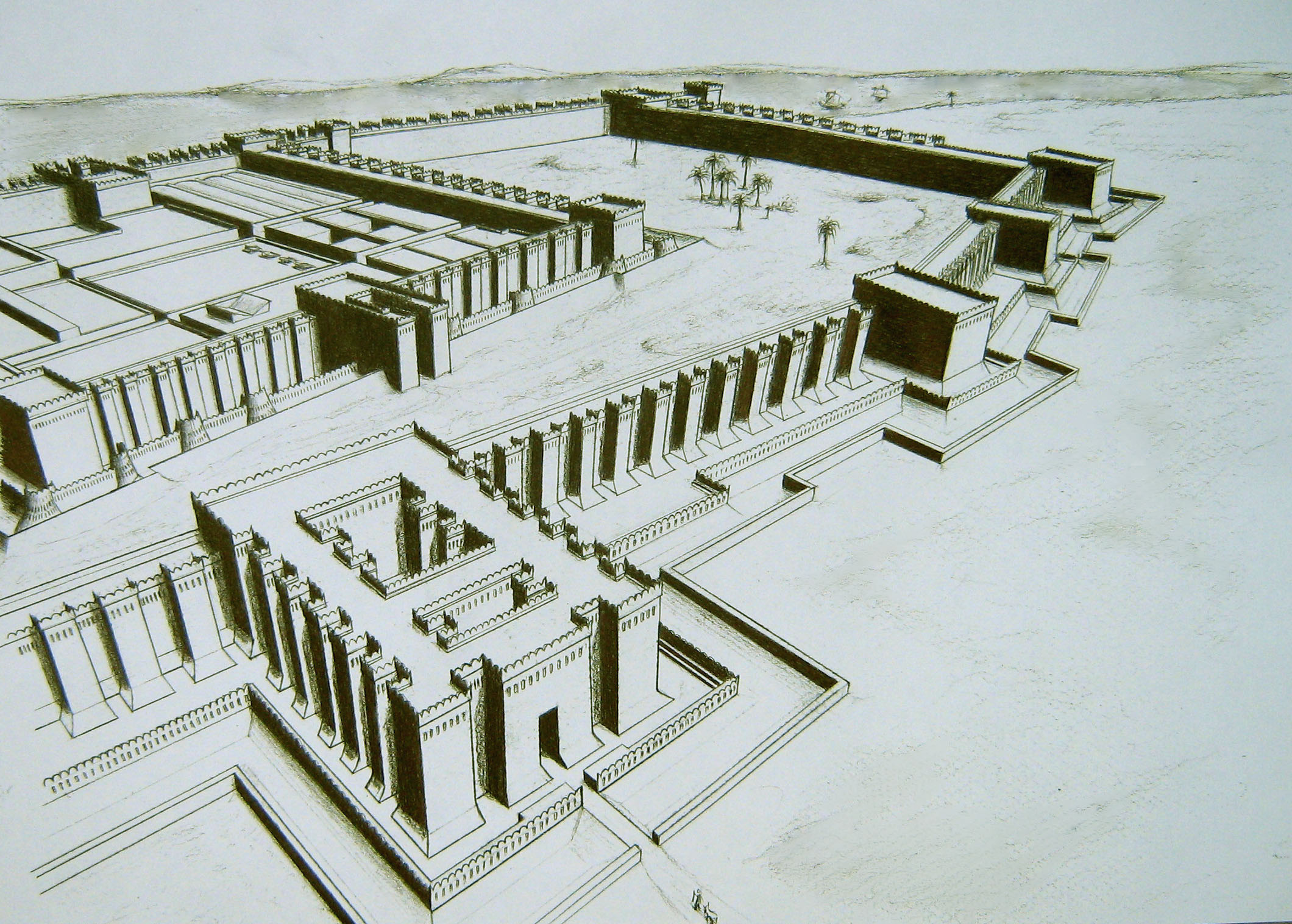
Buhen
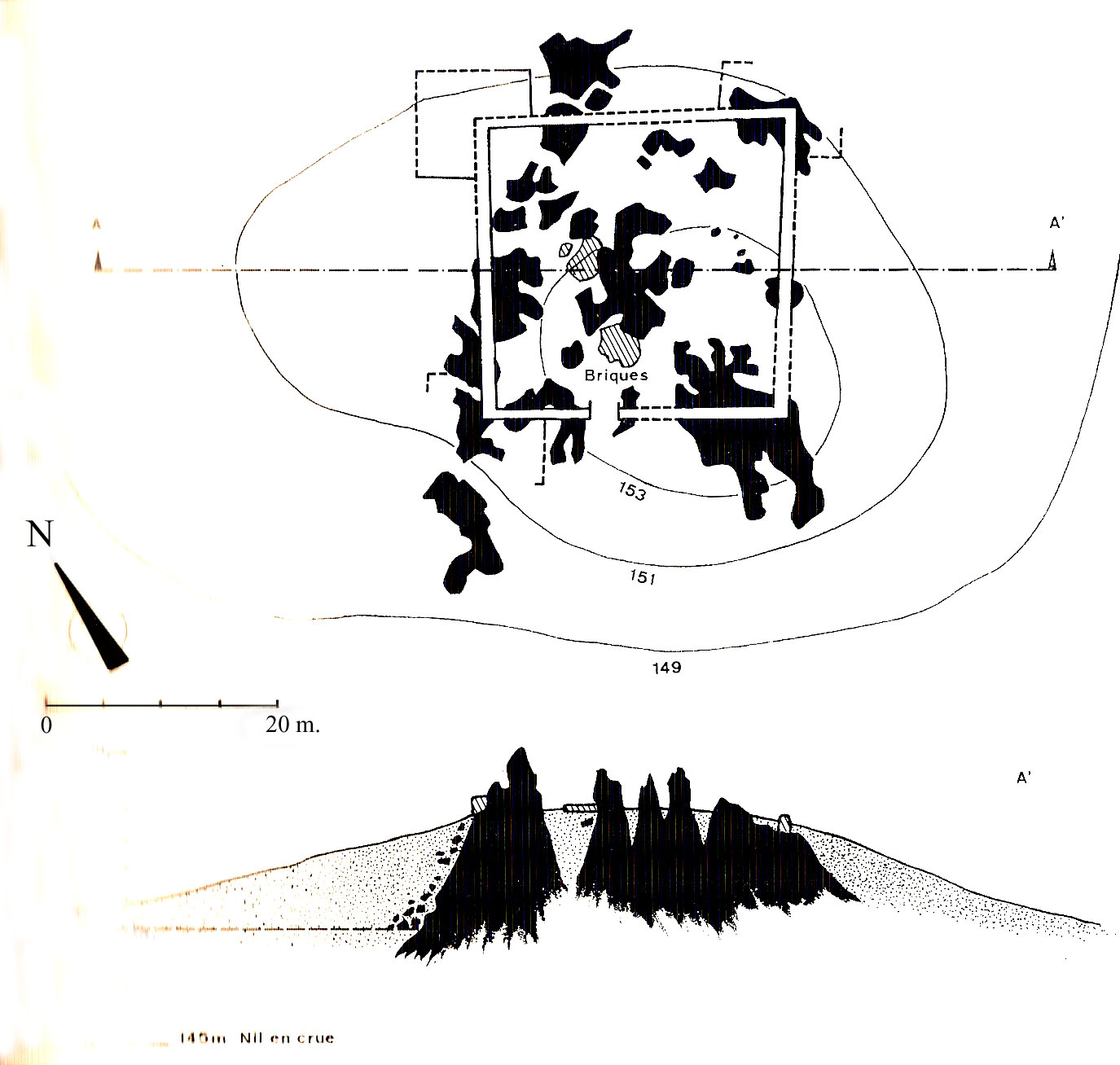
Mirgissa
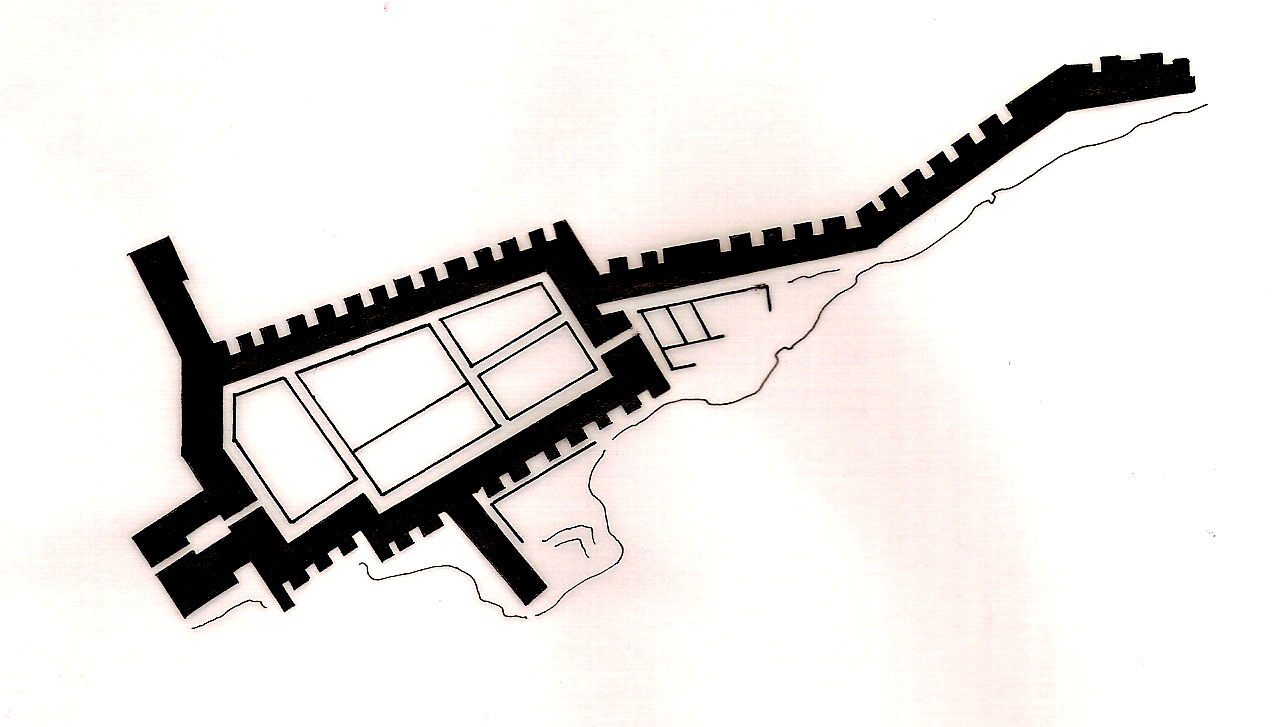
Shelfak
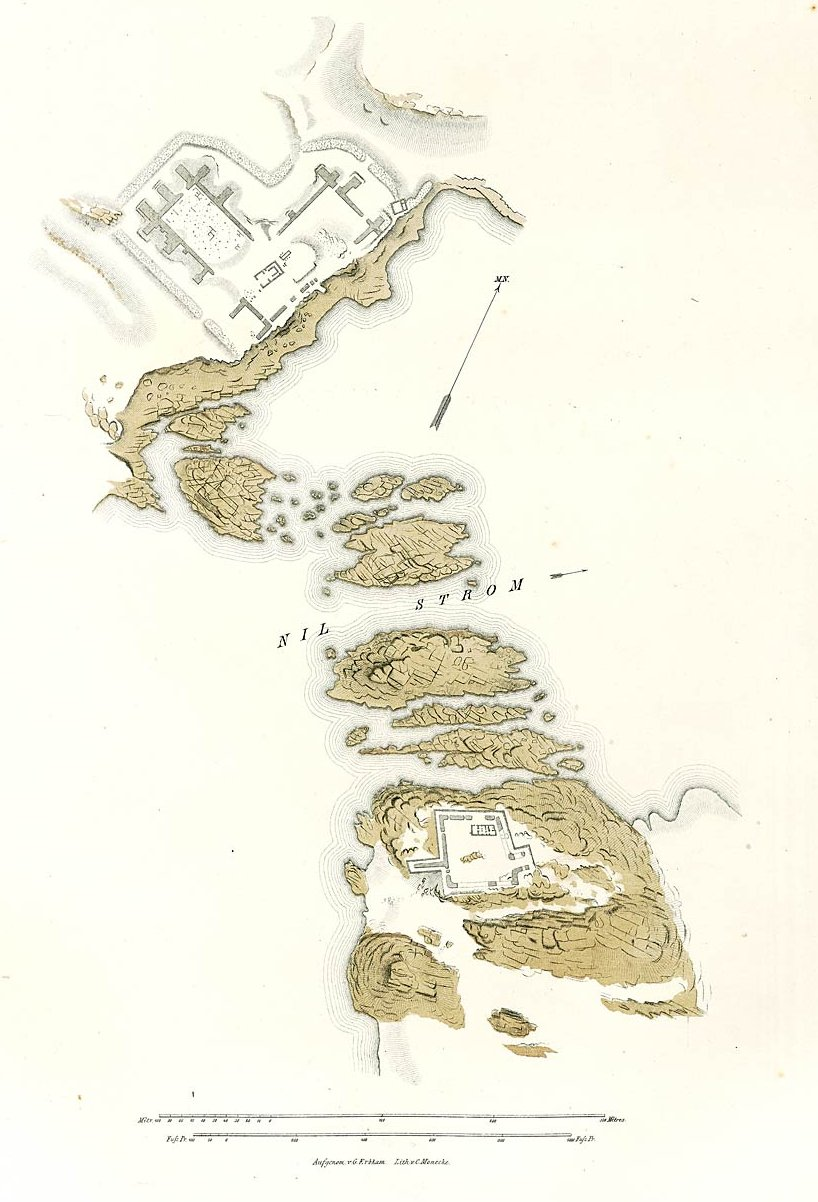
Semna i Kumma